# Рангитото
Рангитото (англ. Rangitoto Island) — остров в Новой Зеландии. Административно входит в состав региона Окленд.

## Название
Название острова переводится с языка маори как «кровавое небо» и восходит к фразе «Ngā Rangi-i-totongia-a Tama-te-kapua» («Дни кровотечения у Тама-те-капуа»). Тама-те-капуа командовал каноэ Арава и был тяжело ранен на Рангитото в битве с племенем таинуи в бухте Ислингтон.

## География

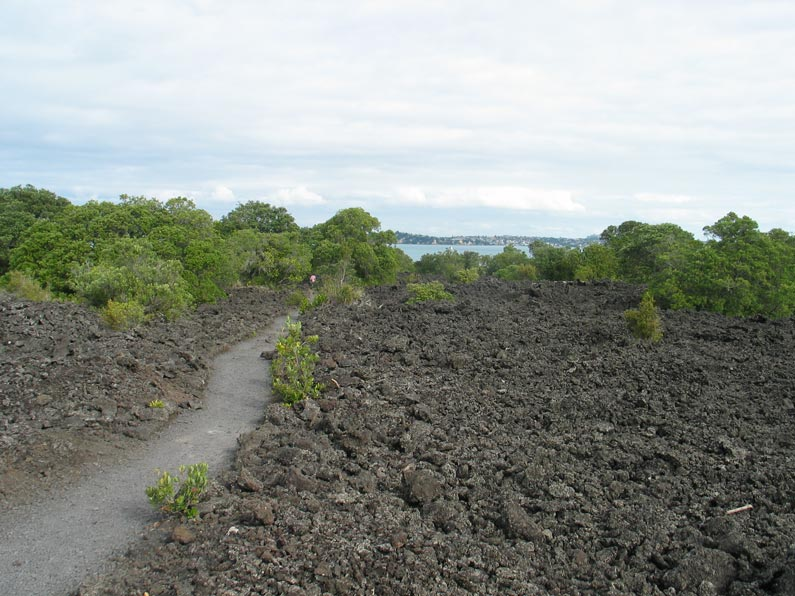
Лавовое поле на острове.

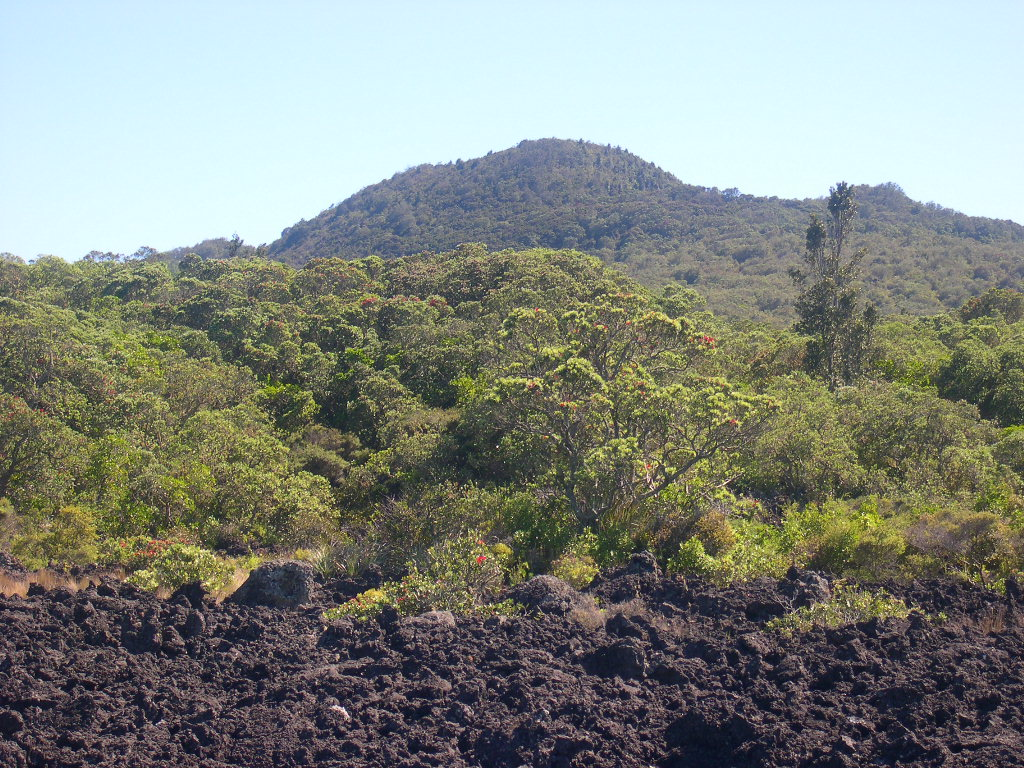
Высшая точка Рангитото.

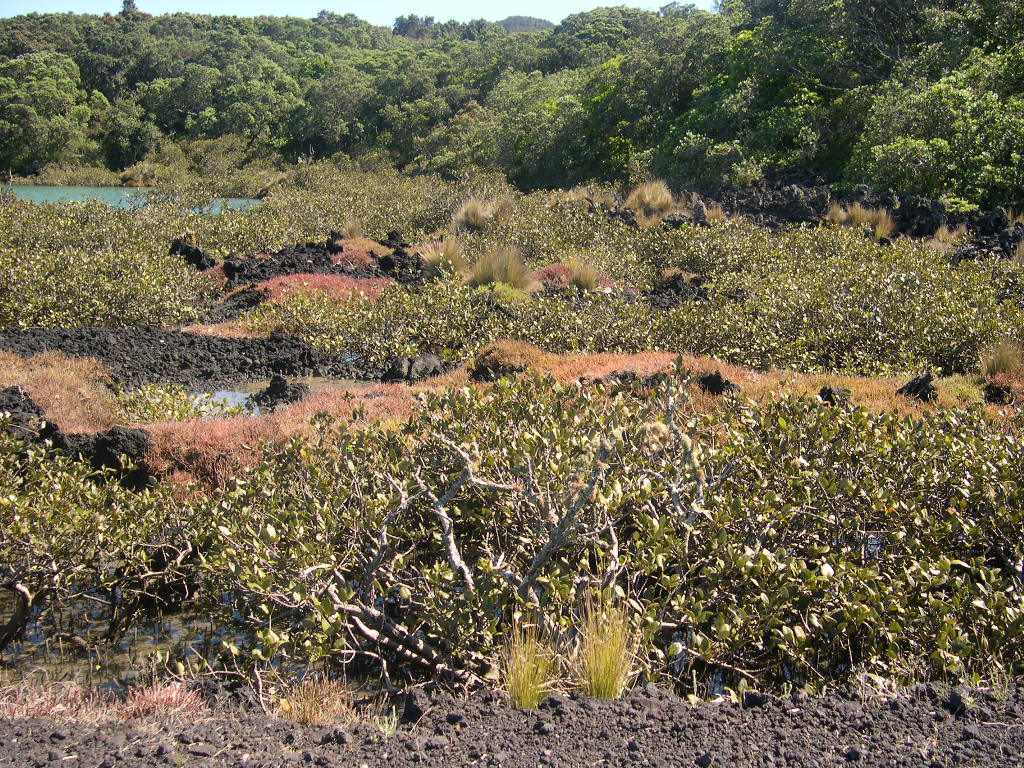
Растительность на острове.

Рангитото представляет собой вулканический остров, расположенный в заливе Хаураки, недалеко от новозеландского города Окленд. В центре острова, ширина которого составляет около 5,5 км, расположен конус щитового вулкана, достигающий высоты в 260 м. Рангтитото является самым молодым и крупнейшим (его площадь — 23,11 км²) из около 50 вулканов в Оклендской вулканической области. Он соединён природным перешейком с более древним, с точки зрения геологии, островом невулканического происхождения Мотутапу и отделён от острова Северный и северной части Окленда проливом Рангитото.
Остров Рангитото сформировался в ходе вулканических извержений около 600—700 лет назад. При этом длительность вулканических процессов до сих пор вызывает споры среди учёных. Предположительно, извержения, в ходе которых было извергнуто 2,3 кубических километра вулканического материала (цифра, сопоставимая с суммарными показателями всех предыдущих извержений в Оклендской вулканической области), длились с перерывами от 10 до 200 лет.
В настоящее время вулкан является спящим, хотя в будущем высока вероятность новых извержений. Осевший вулканический материал в процессе охлаждения оставил на вершине кратера похожий на ров ободок, который можно увидеть с тропы, которая идёт вокруг него и ведёт к высшей точке острова. В отдельных частях Рангитото до сих пор продолжается выход на поверхность горной породы чёрного цвета, похожей на застывшую лаву.
Реки на острове отсутствуют, поэтому местная растительность полагается только на дожди. На Рангитото расположен крупнейший в мире лес новозеландского дерева похутукава, кроме того, широко распространён метросидерос мощный. В целом на острове зарегистрировано более 200 видов деревьев и других растений, в том числе, несколько видов орхидей и более 40 видов папоротников.
С точки зрения экологии, особую ценность представляют различные экосистемы, от плато с застывшей лавой до лесных районов. При этом на Рангитото продолжается процесс формирования обитаемых зон для растительности, в виду чего местные леса достаточно молоды и в них обитает мало видов птиц. Тем не менее, в доевропейский период на острове, предположительно, существовали небольшие популяции попугая-эндемика, новозеландского кака.

## История

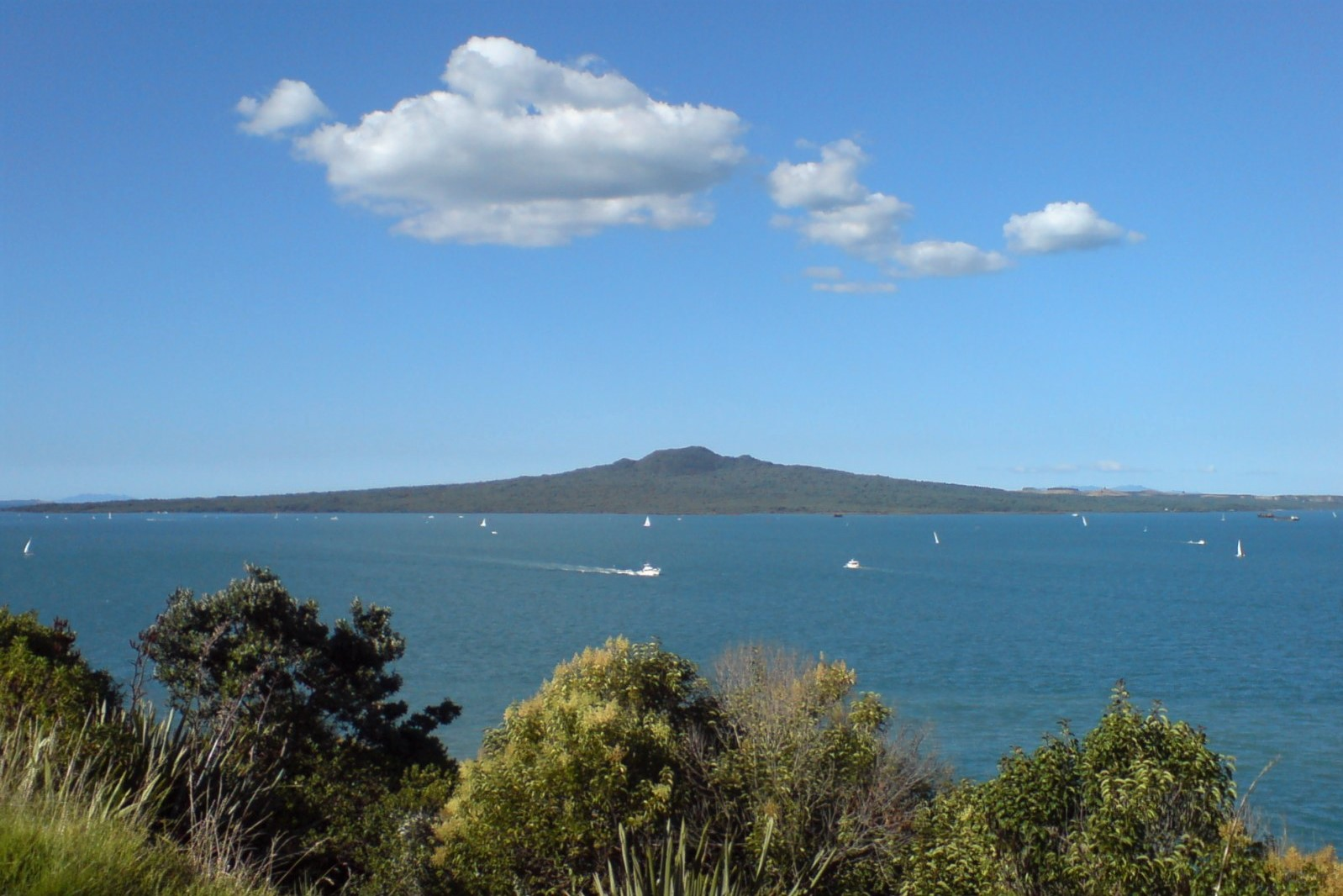
Вид на Рангитото с мыса Норт-Хед

Последнее вулканическое извержение на Рангитото произошло в то время, когда Новая Зеландия уже была заселёна народом маори. Отпечатки ног человека обнаружены между слоями рангитотского вулканического пепла на соседнем острове Мотутапу, на котором издревле проживало племя нгаи-таи, считающее как Мотутапу, так и Рангитото, домом своих предков. Тем не менее из-за своей каменистой поверхности остров был непригоден для постоянного проживания, хотя и существуют некоторые свидетельства о существовании на Рангитото прибрежных рыболовецких поселений. В целом же, остров использовался маори в качестве наблюдательного пункта для обзора залива Хаураки и островов, расположенных в нём.
С Рангитото связано несколько маорийских мифов, в том числе о паре типуа (демонов), детях огненных богов. После того, как они поругались и прокляли богиню огня Махуику, их дом был разрушен Матаохо, богом землетрясений и извержений. Так образовались озеро Пупуке и остров Рангитото, над которым время от времени образуется дымка, которая, согласно представлениям местных маори, является слезами типуа по их прежнему дому.
В 1854 году остров был выкуплен короной, а в 1890 году был зарезервирован под рекреационный заповедник. Тем не менее почти 30 лет на Рангитото добывался вулканический шлак, который использовался при строительстве зданий в Окленде. В период с 1925 по 1936 года заключёнными на острове были построены дороги, в том числе до вершины вулкана.
В годы Второй мировой войны Рангитото стал запретной зоной: на нём были сооружены оборонительные укрепления для защиты со стороны залива города Окленд, а на вершине острова — радарная станция. На берегу залива Ислингтон был построен комплекс зданий, откуда вёлся контроль за минными полями в заливе Хаураки, а у северного побережья острова располагалось кладбище судов, некоторые из которых видны при морском отливе.
С 1920 по 1930-е года на острове было построено несколько загородных домиков. Однако законность их возведения была поставлена под вопрос, и в 1937 году строительство новых домов было запрещено. С тех пор большая их часть из-за этого запрета и становления Рангитото в качестве ландшафтного заповедника была разобрана, тем не менее, в настоящее время на острове сохранилось 140 домиков.